# Кру (город)
Кру (англ. Crewe, английское произношение: [ˈkruː]) — город в графстве Чешир в Великобритании, входит в состав унитарной единицы Восточный Чешир.

## История
Первоначально на месте будущего города была построена железнодорожная станция в 1837 году. Затем с ростом строительства жилых домов возник и город, который назван в честь станции, а не наоборот.

## Население
51,3 тыс. жителей (1971).
По данным переписи населения 2001 года городской район имел население 67683 человек.

## Инфраструктура
Крупный железнодорожный узел.

## Промышленность
В 1938 году в Кру (Pyms Lane) компанией Роллс-Ройс было начато строительство завода по производству авиационных двигателей Мерлин, выпуск которых продолжался с 1939 по 1946 гг. С 1946 года, после перевода производства авиамоторов на завод Роллс-Ройса в Дерби, в Кру приступили к производству легковых автомобилей Роллс-Ройс, а также Бентли (марки, принадлежащей Роллс-Ройсу с 1931 года). С 2003 года в Кру выпускаются только Бентли (в 1998 году марку перекупила группа Фольксваген).
Также в городе налажено производство железнодорожного оборудования, локомотивов, вагонов.

## Фотографии

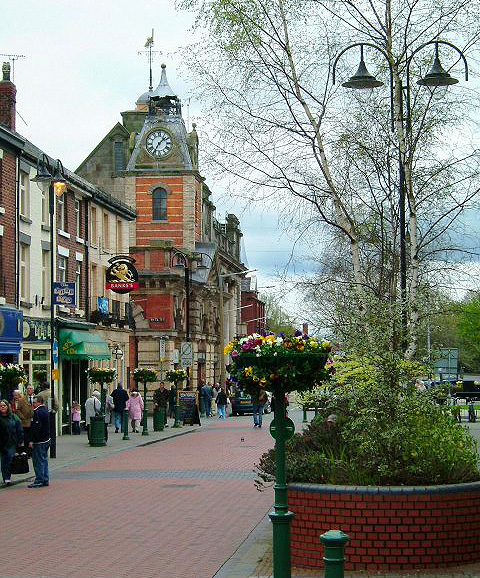
В центре города, вид на крытый рынок (красное кирпичное здание)
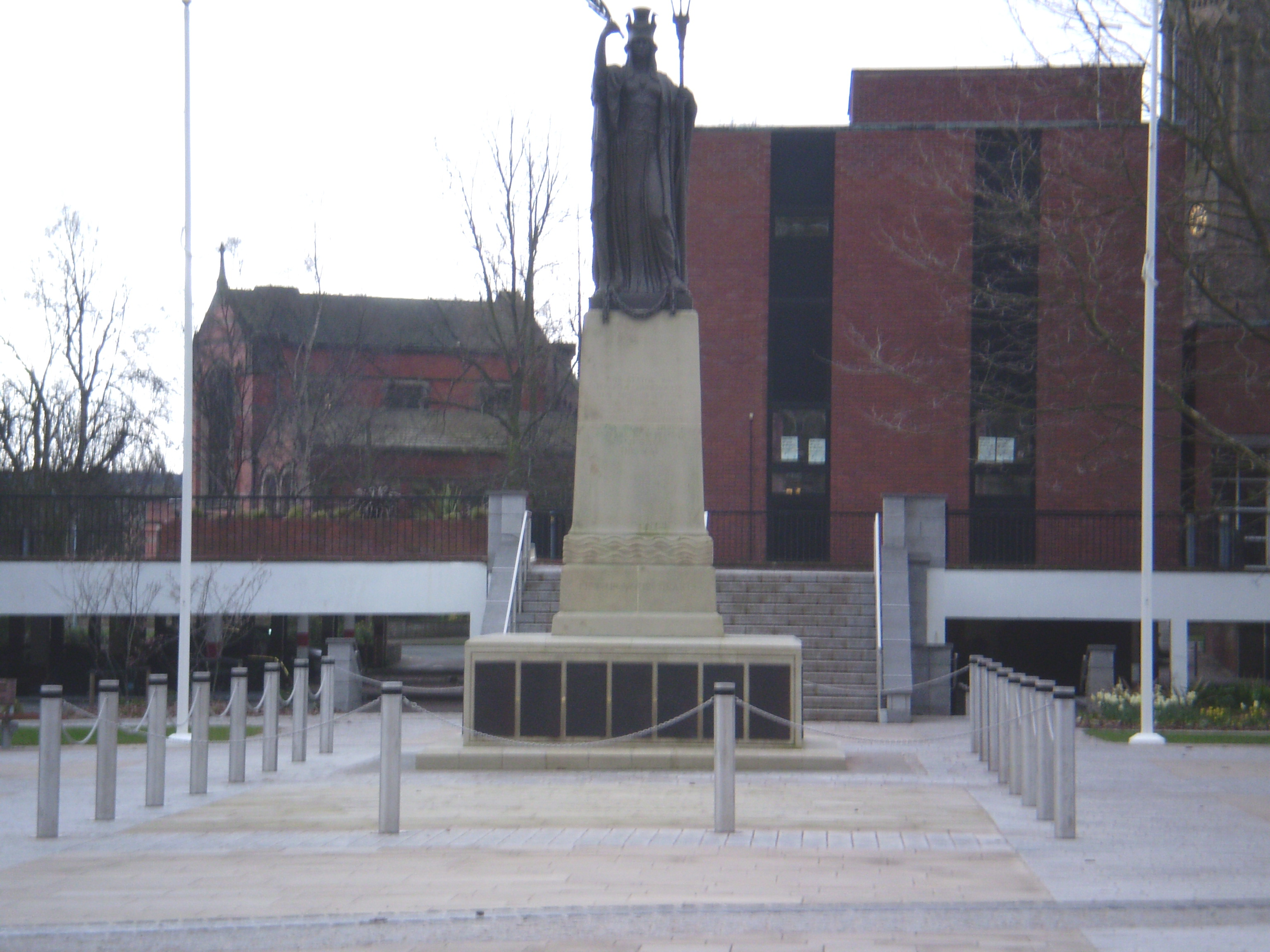
Военный мемориал
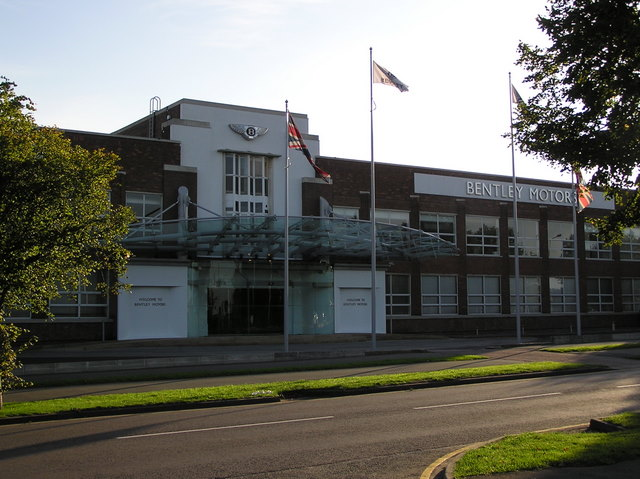
Завод Bentley Motors
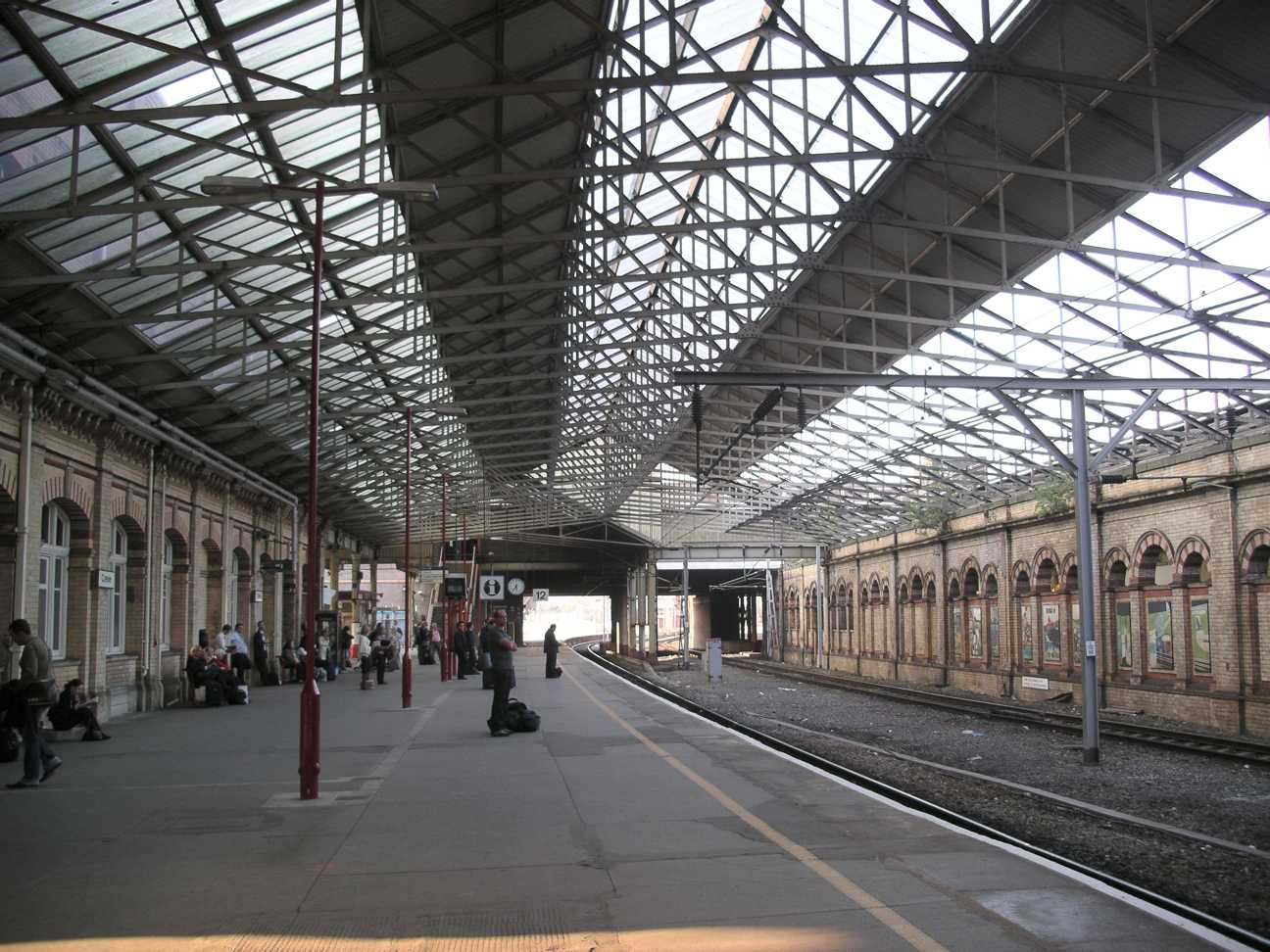
Платформа 12 на  железнодорожной станции Кру
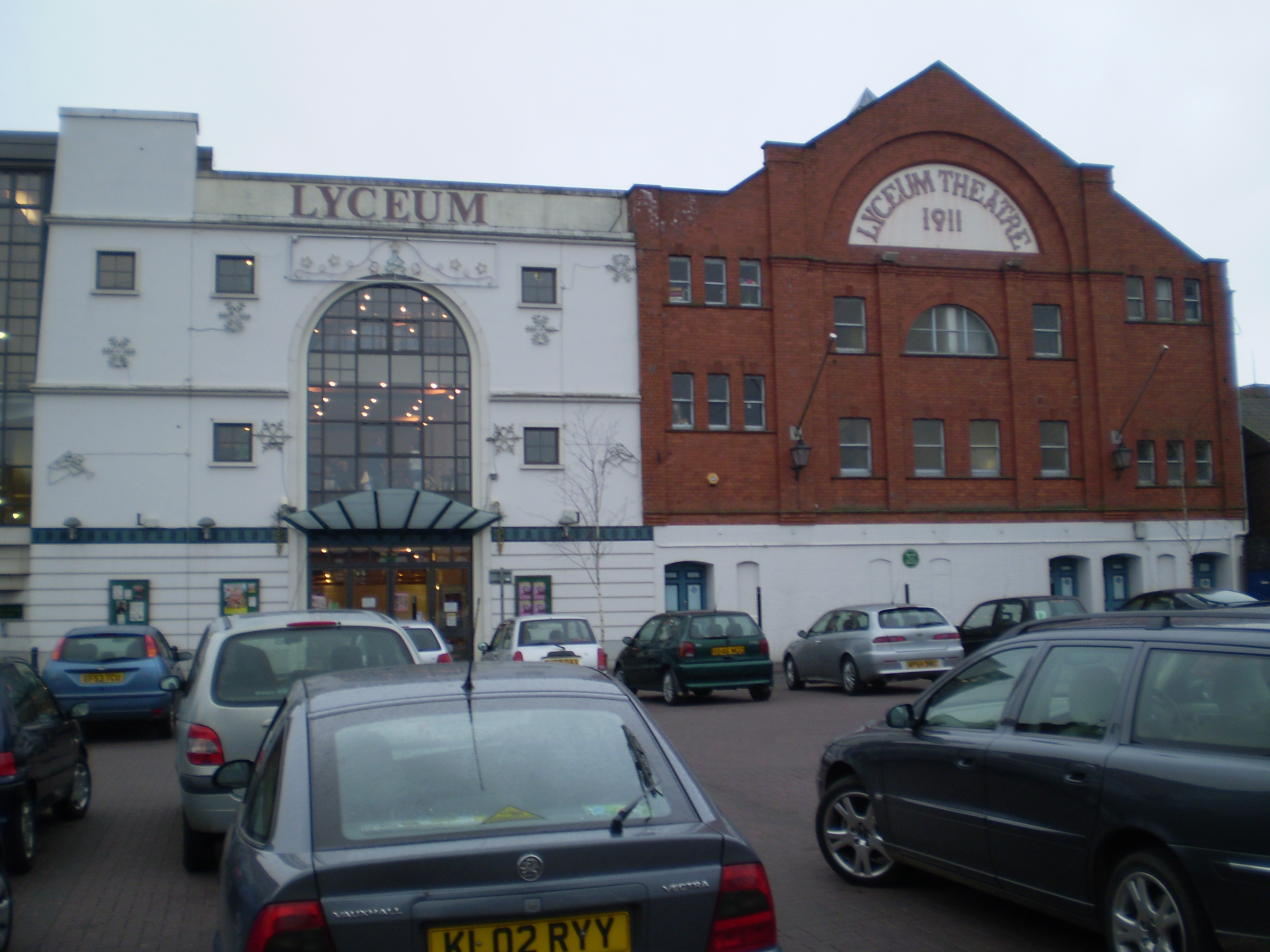
Лицейский театр
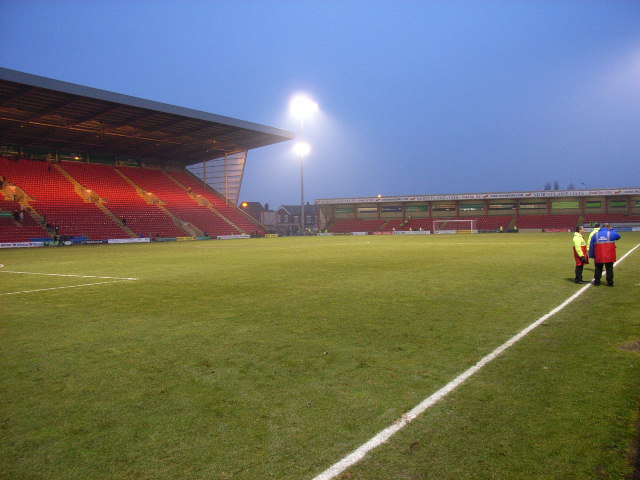
Alexandra Stadium - стадион футбольной команды Кру Александра